# Kleine Angestellte
Kleine Angestellte ist ein belgisch-französischer Kurzfilm von Rémi Allier aus dem Jahr 2017.

## Handlung
François Trémin ist Leiter einer Fabrik, die kurz vor der Schließung steht. Die Belegschaft erfährt dies, als François mit seiner Frau Céline und dem gemeinsamen Sohn Léo vor Ort sind. Léo ist kaum zwei Jahre alt und wird von Céline vor der aufgebrachten Belegschaft ins Auto gebracht. Der Angestellte Bruno zerschlägt die Autoscheibe und entführt Léo zum Entsetzen der Eltern, aber auch der Belegschaft, die ihre Position dadurch geschwächt sieht. Die Polizei erscheint und Bruno flieht mit Léo im Arm in ein Waldstück.
Nach einem Sturz einen Abhang hinunter will Bruno zunächst ohne Léo weitergehen, kehrt jedoch zum weinenden Kind zurück. Beide essen Brombeeren von den Sträuchern, Léo schenkt Bruno Beeren und inspiziert seinen Fingerstumpf, den Bruno eigentlich unter einer Manschette versteckt. Bruno kehrt langsam zur Fabrik zurück, Léo schläft in seinen Armen. Vor der Fabrik ist die Lage eskaliert und Mitarbeiter und Polizisten liefern sich Auseinandersetzungen. François und Céline sehen Bruno, der Léo selbstständig zu ihnen laufen lässt. Polizisten beginnen, auf ihre Schutzschilde zu schlagen. Als Léo bei seinen Eltern angelangt ist, ist der Lärm ohrenbetäubend und Léo schaut sich kurz zu Bruno um.

## Produktion
Kleine Angestellte war nach Jan (2012) und Zinneke (2013) der dritte Kurzfilm, den Rémi Allier als Regisseur realisierte. Der Film wurde im Südwesten Frankreichs, unter anderem in einer alten Ziegelfabrik, gedreht. Weite Teile des Films zeigen die Sicht des Kleinkindes.
Kleine Angestellte erlebte 2017 auf dem Telluride Film Festival seine Premiere. ARTE zeigte den Film im Rahmen des Magazins Kurzschluss am 1. Oktober 2017 erstmals im deutschen Fernsehen, wobei er untertitelt lief.

## Auszeichnungen
Kleine Angestellte wurde 2018 für einen Magritte in der Kategorie Bester Kurzfilm nominiert. Der Film gewann 2019 den César in der Kategorie Bester Kurzfilm.